# The Big Bad Blues
The Big Bad Blues je druhé sólové studiové album amerického zpěváka a kytaristy Billyho Gibbonse. Vydáno bylo 21. září roku 2018 společností Concord Records. Kromě autorských písní obsahuje také několik coververzí, například od Muddyho Waterse či Bo Diddleyo. Po desce Perfectamundo (2015), která se nesla v kubánském stylu, je album The Big Bad Blues návratem ke Gibbonsovým bluesovým kořenům. Na albu se podíleli například Matt Sorum, Austin Hanks a James Harman. Spolu s Gibbonsem desku produkoval Joe Hardy.

## Seznam skladeb
1. Missin’ Yo’ Kissin’ (Gilly Stillwater)
2. My Baby She Rocks
3. Second Line
4. Standing Around Crying (Muddy Waters)
5. Let The Left Hand Know…
6. Bring It to Jerome (Jerome Green)
7. That’s What She Said
8. Mo’ Slower Blues
9. Hollywood 151
10. Rollin’ and Tumblin’ (Muddy Waters)
11. Crackin’ Up (Bo Diddley)

## Obsazení
- Billy Gibbons – zpěv, kytara
- Joe Hardy – baskytara
- Greg Morrow – bicí
- Matt Sorum – bicí
- Elwood Francis – kytara, harmonika
- James Harman – harmonika
- Mike Flanigin – klávesy